# دانا بلاغ
دانا بلاغ هي قرية في مقاطعة شوط‌، إيران. يقدر عدد سكانها بـ 209 نسمة بحسب إحصاء 2016.